# Tim Pawlenty
Timothy James "Tim" Pawlenty, "T-Paw", född 27 november 1960 i Saint Paul, Minnesota, är en amerikansk politiker.
Republikanen Pawlenty tillträdde som Minnesotas 39:e guvernör den 6 januari 2003, och blev omvald till en andra mandatperiod 2006 då många flera demokrater hade stora segrar i delstaten.
Inför presidentvalet 2008 var Tim Pawlenty en trolig vicepresidentkadidat åt John McCain då han stått vid denne även då hans möjligheter att vinna ansågs relativt små. Hans erfarenhet som guvernör var också eftertraktad då McCain endast suttit i den lagstiftande församlingen.
Pawlenty efterträddes som guvernör av Mark Dayton i januari 2011.
Den 23 maj 2011 förklarade han formellt att han var en av de republikanska kandidaterna inför presidentvalet i USA 2012, men drog tillbaka kandidaturen den 14 augusti samma år.
Hans fru Mary Pawlenty var mellan 1994 och 2007 domare i distriktet Dakota County.